# 반원시환
환론에서 반원시환(半原始環, 영어: semiprimitive ring)은 반단순 가군만으로 완전히 구조를 알 수 있는 환이다. 원시환의 직접곱의 부분환이며, 제이컵슨 근기가 0인 환이다.

## 정의
환 {\displaystyle R}에 대하여 다음 조건들이 서로 동치이며, 이를 만족시키는 환을 반원시환이라고 한다.
- 제이컵슨 근기가 영 아이디얼이다.
- 충실한 왼쪽 반단순 가군을 갖는다.
- 충실한 오른쪽 반단순 가군을 갖는다.
- 왼쪽 원시환들의 부분직접곱이다. 즉, 왼쪽 원시환 {\displaystyle R_{i}}들의 직접곱 {\displaystyle \textstyle \prod _{i}R_{i}}의 부분환과 동형이며, 이에 따른 사영 준동형 {\displaystyle R\to R_{i}}는 모두 전사 함수이다.
- 오른쪽 원시환들의 부분직접곱이다.

## 성질
다음과 같은 함의 관계가 성립한다.:173
| 반단순환 | ⇒ | 반원시환     | ⇒ | 반소환 |
|          |   | ⇑            |   | ⇑      |
| 단순환   | ⇒ | 左·右 원시환 | ⇒ | 소환   |

또한, 모든 폰 노이만 정칙환(영어: von Neumann regular ring)은 반원시환이다.
왼쪽 아르틴 환 또는 오른쪽 아르틴 환의 경우, 반단순환 · 반원시환 · 반소환의 개념이 일치하며, 단순환 · 왼쪽 원시환 · 오른쪽 원시환 · 소환의 개념이 일치한다.
반원시환들의 직접곱은 반원시환이다.

## 예
정수환 {\displaystyle \mathbb {Z} }는 반원시환이지만 아르틴 환이 아니며, 따라서 반단순환이 아니다. 정수환의 경우, 다음과 같이 소수 크기의 유한체들의 직접곱의 부분환으로 나타내어지므로 반원시환이다.
{\displaystyle \mathbb {Z} \hookrightarrow \prod _{p}\mathbb {F} _{p}}
{\displaystyle n\mapsto (n\mod p)_{p=2,3,5,\dots }}
정수환 위의 가군은 아벨 군이며, 정수환 위의 단순 가군은 아벨 단순군이므로 소수 크기의 순환군이며, 정수환 위의 반단순 가군은 소수 크기의 순환군들의 직합이다. 다음과 같은 아벨 군은 정수환 위의 충실한 반단순 가군을 이루므로, 정수환이 반원시환임을 다른 방법으로 알 수 있다.
{\displaystyle \bigoplus _{p=2,3,5,\dots }\operatorname {Cyc} (p)}